# Wskaźnik ubóstwa
Wskaźnik ubóstwa (z ang. misery index) – wskaźnik ekonomiczny stworzony przez ekonomistę Arthura Okuna (stąd też alternatywna nazwa: ang. Okun’s Index). Jest sumą stopy bezrobocia i poziomu inflacji w danym państwie. 
Im wyższa wartość wskaźnika tym sytuacja gospodarcza państwa jest gorsza.

## Opis
Uważa się, że zarówno wyższa stopa bezrobocia, jak i wyższy poziom inflacji składają się na koszt ekonomiczny i społeczny, który musi ponieść państwo. Często niepoprawnie przypisuje się wyprowadzenie tego indeksu ekonomiście Robertowi Barro z Uniwersytetu Harvarda ze względu na stworzony przez niego wskaźnik ubóstwa Barro, który dodatkowo obejmuje PKB oraz stopy procentowe. Zazwyczaj w Stanach Zjednoczonych definiuje się wskaźnik ubóstwa w pewnym czasie (zależnym od długości kadencji prezydenta) oraz wskazuje momenty, kiedy był on najwyższy i najniższy.
Samemu wskaźnikowi brak jest podstaw naukowych, jednak jego wartość lub jej zmiany przed ważnymi wyborami determinują często ich wyniki. W licznych krajach w latach 1973–1974 (pierwszy szok naftowy) i potem w latach 1979–1980 (drugi szok naftowy) zarówno bezrobocie, jak i inflacja szybko wzrastały. W każdym z tych okresów wskaźnik ubóstwa był powiązany z gwałtowny, wzrostem cen ropy naftowej. Obwiniano za to rządy sprawujące wówczas władzę, które konsekwentnie w krajach demokratycznych ją traciły. Przykładami takich rządów, które padły ofiarą niezadowolenia obywateli ze wskaźnika ubóstwa są: rząd gaullistowski wymieniony w 1974 przez Giscarda d’Estainga, czy też holenderscy liberałowie wyparci przez lewicę. Podobna sytuacja miała miejsce w 1982, kiedy to konserwatywna CDU/CSU zastąpiła SPD, w Holandii liberałowie znowu doszli do władzy, a we Francji prym wiedli socjaliści pod przewodnictwem François Mitterranda. Często też z szybkim wzrostem wskaźnika ubóstwa wiąże się upadek Margaret Thatcher w 1990 r.
Wskaźnik ten jest krytykowany nie tylko za brak motywacji naukowej, ale także za zbytnie uogólnienia, które mogą niesłusznie warunkować poczucie dyskomfortu społecznego, kiedy brak jest ku temu podstaw. Bazując jedynie na stopie inflacji i bezrobocia, można jedynie nakreślić uproszczoną funkcję użyteczności. Tak więc sugeruje się, że rozsądnym byłoby włączenie do tej miary takich wskaźników jak np. stopa wzrostu gospodarczego czy sytuacja na giełdzie. Co więcej według teorii Okuna krzywe obojętności przeciętnego obywatela, wskazujące awersję do inflacji i bezrobocia są liniami prostymi o współczynniku kierunkowym −1 (krańcowa stopa substytucji wynosi jeden). W przeciwieństwie do modelu Okuna z liniami prostymi, tacy badacze jak Ducan MacRae czy William Nordhaus założyli, że w tym przypadku funkcja użyteczności powinna być funkcją kwadratową inflacji i bezrobocia.
Badania ekonometryczne wykazały silną korelację pomiędzy wskaźnikiem ubóstwa oraz poziomem przestępczości. Zbudowanie właściwego modelu może służyć zatem nie tylko do prognozowania stanu gospodarki, ale także sugerować spodziewany poziom przestępczości.

## Wskaźnik ubóstwa w Polsce
Dane orientacyjne stworzone na podstawie danych statystycznych Głównego Urzędu Statystycznego na koniec każdego roku.
| Rok  | Wartość wskaźnika | Rok  | Wartość wskaźnika |
| ---- | ----------------- | ---- | ----------------- |
| 1990 | 592,3             | 2003 | 18,9              |
| 1991 | 82,5              | 2004 | 23,5              |
| 1992 | 57,3              | 2005 | 21,6              |
| 1993 | 51,7              | 2006 | 19,2              |
| 1994 | 48,2              | 2007 | 17,4              |
| 1995 | 42,7              | 2008 | 12,8              |
| 1996 | 33,1              | 2009 | 16,0              |
| 1997 | 25,2              | 2010 | 15,2              |
| 1998 | 21,4              | 2011 | 17,1              |
| 1999 | 19,3              | 2012 | 15,5              |
| 2000 | 19,3              | 2013 | 14,0              |
| 2001 | 21,6              | 2014 | 10,7              |
| 2002 | 20,0              | 2015 | 9,4               |

## Powiązane wskaźniki
Występuje także dość silna zależność między wskaźnikiem ubóstwa a tzw. wskaźnikiem przygnębienia, który jest upubliczniany przez Bureau of Inverse Technology.